# Xosé Garrido
Xosé Garrido (Monforte de Lemos, Lugo, 1 de junio de 1968-Córdoba, 4 de marzo de 2022) fue un fotógrafo y arquitecto técnico español, especializado en arquitectura y patrimonio, además de realizador de cine documental y comisario de exposiciones.

## Biografía
Nació el 1 de junio de 1968 en la población lucense de Monforte de Lemos, aunque vivió la mayor parte de su vida en La Coruña, a donde se trasladó en 1974.
Tras completar sus estudios universitarios en la Escuela Técnica Superior de Arquitectura de La Coruña y de Cinematografía en la Escuela de Imagen y Sonido de la misma ciudad, se dedicó a la fotografía. Su obra se centra en el paisaje y el espacio junto con las relaciones que mantienen con la historia, la arquitectura y el patrimonio.
Intervino en diversas exposiciones, en las que fue comisario con fotógrafos como: Carlos Cánovas, Toni Catany, Ouka Lele; o artistas como Joan Fontcuberta, entre otros. En 2015 se desplazó a Córdoba para trabajar en la Mezquita-catedral de Córdoba.
Falleció el 4 de marzo de 2022.

## Producción artística
Es el autor de la mayor parte de las imágenes de la serie "Arquitecturas da provincia de A Coruña", editada en varios volúmenes por la E.T.S. de Arquitectura de La Coruña. Fue el fotógrafo de referencia de actores y actrices de teatro gallegos para sus books profesionales en los finales de los años noventa y comienzos de la primera década del 2000. 